# Шилюк, Пётр Степанович
Пётр Степанович Шилюк (род. 1949) — Президент корпорации "ДБК-ЖИТЛОБУД", Президент «Строительной палаты Украины», Герой Украины (2009).
Кандидат технических наук (2006), действительный член (академик) Украинской академии наук.

## Биография
Родился 3 июля 1949 года в с. Бузовка Жашковского района Черкасской области в сельской семье.
В 1973 году закончил Киевский строительный техникум, а в 1994 году — Киевский государственный технический университет строительства и архитектуры по специальности «Промышленное и гражданское строительство».

### Деятельность
- Трудовую деятельность начал в 1967 году после окончания Никопольской школы мелиораторов.
- В 1967—1968 — работал буровым мастером Киевского строительно-монтажного управления № 54 треста «Киевстрой».
- В 1968—1970 — проходил службу в рядах Советской Армии.
- С марта 1973 — работал формовщиком завода железобетонных изделий № 5 треста «Киевстройдеталь»; с апреля 1973 по январь 1983 — работал мастером на заводе этого же треста, затем старшим инженером, заместителем начальника цеха, начальником цеха.
- С января 1983 по ноябрь 1985 — заместитель начальника цеха завода железобетонных изделий ОАО «Фирма панельного домостроения № 4»; с ноября 1985 по сентябрь 1989 — начальник цеха этого же завода.
- С сентября 1989 по ноябрь 1990 — заместитель директора по производству железобетонных изделий ОАО «ФПД-4».
- С ноября 1990 по июль 1997 — директор завода железобетонных изделий ОАО «Фирма панельного домостроения № 4».
- С июля 1997 по май 2006 — председатель правления − генеральный директор ОАО «Домостроительный комбинат № 4».
- В мае 2006 года на общих выборах акционеров холдинговой компании «Киевгорстрой» выбран председателем правления − президентом ХК «Киевгорстрой». Уволен 23 декабря 2009 года[2].

Избирался депутатом Киевского городского Совета (2002—2006).
Женат, имеет сына и дочь.

## Награды и звания
- Герой Украины (с вручением ордена Державы, 21.08.2009 — за выдающийся личный вклад в развитие строительной отрасли на Украине, внедрение передовых технологий и современных форм хозяйствования).
- Награждён орденами «За заслуги» ІІІ (2000), ІІ (2003) и І (2005) степеней и орденом князя Ярослава Мудрого V степени (2007); нагрудным знаком Киевского городского главы «Знак Почёта» (2002); медалью Строительной палаты Украины «Золотая кельма» (2007).
- Заслуженный строитель Украины (1998).
- Лауреат Государственной премии Украины в области науки и техники (2008).
- Почётная грамота Кабинета Министров Украины (2000).
- Почётная грамота Верховной Рады Украины (2004).